# Marton Katalin (matematikus)
Marton Katalin (Budapest, 1941. december 9. – 2019. december 13.) magyar matematikus.

## Életpályája és munkássága
1965-ben diplomázott az Eötvös Loránd Tudományegyetemen, majd 1965–1973 között a Központi Fizikai Kutatóintézet Numerikus Matematikai Osztályán dolgozott. Korai pályafutására nagy hatással volt, hogy 1966-tól részt vett a Rényi Alfréd által szervezett kombinatorikai szemináriumon. 1967-ben, Debrecenben találkozott Roland Dobrushinnal (ami 1969-ben a moszkvai Információátviteli Problémák Intézetének látogatásához vezetett), és 1972-ben kezdődött együttműködése Csiszár Imrével. 1973-tól a Magyar Tudományos Akadémia budapesti Rényi Alfréd Matematikai Kutatóintézetében dolgozott. 1977-ben (az Ithacai Nemzetközi Információelméleti Szimpóziumra) és 1979–1980 között (itt találkozott Robert Gallagerrel az MIT-n és Robert M. Grayjel a Stanfordon) az USA-ba látogatott.
A matematika különböző területein dolgozott, többek között az információelmélet, a mértékkoncentráció és a valószínűségelmélet területén. Egy 1974-es információelméleti dolgozatában kombinatorikai megközelítést alkalmazott a diszkrét memóriamentes források hibájának jellemzésére torzítás alatt. 1986-ban publikált, információelméleti kapcsolási egyenlőtlenségen alapuló kétoldalas bizonyítása, a blowing-up lemma révén vált különösen ismertté. Ez az eredmény, amely Grigorij Alekszandrovics Margulisz 1974-es munkájából származik, és amelyet Rudolf Ahlswede, Gács Péter és Körner János fejlesztett tovább, megmutatja, hogy (termékmértékekben) egy exponenciálisan kicsinél nagyobb méretű halmaz szomszédsága közel 1. Ezt az eredményt számos kontextusban használják, beleértve a kódolási tételek, az osztályozás és a modellválasztás erős fordított eredményeit.
További fontos hozzájárulásai közé tartoztak a műsorszóró csatornára vonatkozó kódolási tételek, valamint számos más eredmény a mértékkoncentráció, a sebességtorzítás-elmélet és a gráfkapacitás területén. Erdős száma 2 volt, például Csiszár Imrével és Lovász Lászlóval való együttműködése révén.
1996-ban elnyerte a Rényi Alfréd Matematikai Kutatóintézet Rényi-díját. 2013-ban ő volt az IEEE első (és eddig egyetlen) női díjazottja az információelmélet legmagasabb díjának, a Claude E. Shannon-díjnak. Ennek eredményeként 2013-ban Isztambulban az International Symposium on Information Theory című nemzetközi információelméleti szimpóziumon ő tartotta a Shannon-előadást, előadásának címe Distance-Divergence Inequalities volt.
2013-ban a Magyar Tudományos Akadémia Eötvös József-koszorúját is megkapta.

## Díjai
- Grünwald Géza-emlékérem (1972)[9]
- Rényi Alfréd-díj (1996)[9]
- Eötvös József-koszorú (2013)[9]
- Claude E. Shannon-díj (2013)[9]

## Fordítás
- Ez a szócikk részben vagy egészben  a   Katalin Marton című angol Wikipédia-szócikk ezen változatának fordításán alapul.  Az eredeti cikk szerkesztőit annak laptörténete sorolja fel. Ez a jelzés csupán a megfogalmazás eredetét és a szerzői jogokat jelzi, nem szolgál a cikkben szereplő információk forrásmegjelöléseként.